# Reto Naturalista Urbano
El Reto Naturalista Urbano (City Nature Challenge en inglés) es una competencia mundial anual y amistosa entre ciudades de distintas partes del mundo sobre ciencia ciudadana para documentar la biodiversidad urbana usando la plataforma web y aplicación móvil iNaturalist. Se trata de un desafío tipo bioblitz (una exploración intensa para registrar biodiversidad en una zona determinada) que involucra a los residentes y visitantes para encontrar y documentar plantas, animales y otros organismos que viven en áreas urbanas. Los objetivos son involucrar al público en la recopilación de datos de biodiversidad, con tres premios cada año para las ciudades que realizan la mayor cantidad de observaciones, encuentran la mayor cantidad de especies e involucran a la mayor cantidad de personas.
Aunque los concursantes por sí mismos son las ciudades inscritas como proyectos dentro de la plataforma, los participantes son usuarios con cuenta que utilizan principalmente la aplicación móvil y/o el sitio web iNaturalist (y sus nodos locales por país) para documentar sus observaciones. El período de observación es seguido por varios días de identificación y el anuncio final de los ganadores. Los participantes no necesitan saber cómo identificar la especie; la ayuda se proporciona tanto a través de la función de identificación de especies automatizada de iNaturalist, así como la comunidad de usuarios de iNaturalist, incluidos científicos profesionales y naturalistas expertos, también llamados "Curadores" dentro de la plataforma.

## Historia
El City Nature Challenge fue iniciado por Alison Young y Rebecca Johnson de la Academia de Ciencias de California y Lila Higgins del Museo de Historia Natural del Condado de Los Ángeles. Este primer desafío se desarrolló en la primavera de 2016 entre Los Ángeles y San Francisco, donde los participantes documentaron más de 20.000 observaciones en la plataforma. En 2017 el desafío se expandió a 16 ciudades de los Estados Unidos recopilando más de 125.000 observaciones de vida silvestre en 5 días. Ya en 2018, el desafío se expandió internacionalmente a 68 ciudades en todo el mundo. En cuatro días se observaron más de 441.000 observaciones de más de 18.000 especies y participaron más de 17.000 personas Para 2019 el desafío se duplicó con creces, con casi un millón de observaciones de más de 31 000 especies observadas por unas 35.000 personas con diferentes nodos de la plataforma en distintos países del mundo, siendo conocido en el mundo de habla hispana como Reto Naturalista Urbano
Llevando la competencia más allá de sus raíces estadounidenses, el evento de 2019 fue un evento mucho más internacional, con la ciudad ganadora para observaciones y especies provenientes de África (Ciudad del Cabo), Además, entre los primeros diez lugares de ciudades con más observaciones se encontraron tres ciudades sudamericanas (La Paz, Tena y Quito) y dos de zonas asiáticas ( Hong Kong y Klang Valley) Siendo la primera vez que participó la Ciudad de México
En el marco de la pandemia de COVID-19, en 2020, los organizadores eliminaron el aspecto competitivo y declararon: "Para garantizar la seguridad y la salud de todos los participantes, el CNC de este año no será una competencia. En su lugar, queremos adoptar el aspecto colaborativo de compartir observaciones en línea con una comunidad digital y celebrar el poder curativo de la naturaleza mientras las personas documentan su biodiversidad local lo mejor que pueden". A pesar de que se documentaron menos observaciones que en el año anterior, se encontraron más especies y participaron más ciudades y personas.
Los años 2021-2022 vieron récords sucesivos en cada categoría, pero al igual que en 2020, no se anunciaron ciudades ganadoras debido a la pandemia.  

### El City Nature Challenge en Latinoamérica y el mudo de habla hispana
El City Nature Challenge, siendo conocido en el mundo de habla hispana como Reto Naturalista Urbano, desde 2019 empezó la presencia de ciudades latinoamericanas en distintos países, como Perú donde se lograron cerca de 39 mil observaciones registrándose más de cuatro mil especies, en México se lograron más de 120.000 observaciones registrando más de 7.000 especies
Para 2021, Costa Rica participa en el CNC en la Gran Área Metropolitana, con más de 2000 observaciones registrando cerca del millar de especies, al igual que Colombia con más de 21 mil observaciones México logró 97 mil observaciones con 7 mil especies destacando la participación de la ciudad de Mazatlán, Sinaloa que además de quedar en primer lugar dentro del país con más de 15 observaciones, quedó en el lugar 18 en el CNC global considerando que participaron 419 ciudades de 44 países
En 2023 Colombia tendrá participación igualmente, Perú participará con 10 ciudades Costa Rica en la GAM, Colombia, México con 92 ciudades inscritas